# Smack (fartyg)

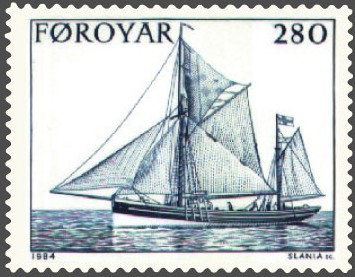
Engelsk smack av den typ som köptes till Sverige, men i Sverige kallades för kutter

En smack (av medellågty. smacke) är dels en typ av mindre (upp till 200 ton dödvikt), flatbottnat, brett segelfartyg med fyllig för och akter, oftast tacklat som galeas eller kutter, oftast använt som fiskefartyg eller som färja i större fjordar, dels (från senare delen av 1800-talet) benämning på ett tvåmastat mindre fiskefartyg, i allmänhet med yawl-, kutter- eller galeastackling, vanligtvis det förstnämnda med relativt hög gäckmast och både gaffel- och gaffeltoppsegel. Den senare fartygstypen kallas i Sverige ofta för kutter.

## Smackar i Sverige
I England under 1800-talet användes fartygstypen smack huvudsakligen för trålfiske. Kring sekelskiftet 1900 inköptes ett stort antal sådana tvåmastade båtar till Sverige, främst södra Bohuslän. Dessa oftast ketch-riggade fartyg kallades i England för "smack" medan de i Sverige benämndes "kutter".
Fartygen hade då blivit förhållandevis billiga i England, eftersom dessa ersattes med motordrivna, mer effektiva trålare. De västsvenska fiskarna kom att använda kuttrarna i första hand till backefiske efter i huvudsak långa och övriga torskfiskar samt dörjfiske efter makrill. Ofta kombinerades fisket med fraktfart under den del av året då fisket var mindre lönsamt. Kuttrar kunde under den svenska kutterepoken vara ute och fiska på Nordsjön eller vid Shetlandsöarna i Atlanten i flera månader i sträck eller handla med andra båtar ute på sjön. En kutter bemannades då av cirka fem personer.
Av de cirka 300 kuttrar som köptes in, hamnade de flesta i södra Bohuslän. Fiskesamhällen som Mollösund, Käringön, Gullholmen och Grundsund var kända för sina många kuttrar. Flera gick i fraktfart fram till andra världskriget. För åtskilliga kuttrar höjdes lastkapaciteten genom att skrovet förbyggdes, det vill säga förlängdes eller genom att skrovet höjdes några bord.